# Браницька сільська рада
Брани́цька сільська́ ра́да — адміністративно-територіальна одиниця та орган місцевого самоврядування в Бобровицькому районі Чернігівської області. Адміністративний центр — село Браниця.

## Загальні відомості
- Населення ради: 1 221 особа (станом на 2001 рік)

## Населені пункти
Сільській раді були підпорядковані населені пункти:
- с. Браниця

## Склад ради
Рада складалася з 16 депутатів та голови.
- Голова ради: Моруга Наталія Михайлівна
- Секретар ради: Циба Валентина Миколаївна

### Керівний склад попередніх скликань
| Прізвище, ім'я, по батькові | Основні відомості                                                                       | Дата обрання | Дата звільнення |
| --------------------------- | --------------------------------------------------------------------------------------- | ------------ | --------------- |
| Моруга Наталія Михайлівна   | Сільський голова, 1954 року народження, освіта вища, член Соціалістичної партії України | 26.03.2006   | 31.10.2010      |
| Моруга Наталія Михайлівна   | Сільський голова, 1954 року народження, освіта вища, член Партії регіонів               | 31.10.2010   |                 |

Примітка: таблиця складена за даними сайту Верховної Ради України

### Депутати
За результатами місцевих виборів 2010 року депутатами ради стали:

#### За суб'єктами висування
| Суб'єкт висування            | Кількість обраних депутатів | %    |
| ---------------------------- | --------------------------- | ---- |
| Партія регіонів              | 7                           | 43,8 |
| Народна партія               | 3                           | 18,8 |
| Самовисування                | 3                           | 18,8 |
| Соціалістична партія України | 3                           | 18,8 |

#### За округами
| № округу                     | Прізвище, ім'я, по батькові  | Дата визнання обраним | Освіта  | Партійна приналежність             | Відомості про обраного депутата                           |
| ---------------------------- | ---------------------------- | --------------------- | ------- | ---------------------------------- | --------------------------------------------------------- |
| Народна Партія               |                              |                       |         |                                    |                                                           |
| 1                            | Козаченко Тетяна Василівна   | 04.11.2010            | вища    | позапартійна                       | Браницька сільська рада, бухгалтер                        |
| 10                           | Галатенко Світлана Василівна | 04.11.2010            | вища    | позапартійна                       | Браницька загальноосвітня школа І-ІІІ ст., вчитель        |
| 15                           | Юрченко Ольга Іванівна       | 04.11.2010            | вища    | позапартійна                       | Браницька загальноосвітня школа І-ІІІ ст., вчитель        |
| Партія регіонів              |                              |                       |         |                                    |                                                           |
| 3                            | Костенко Наталія Іванівна    | 04.11.2010            | вища    | позапартійна                       | ТОВ " Земля і Воля ", бухгалтер                           |
| 6                            | Лесенко Світлана Іванівна    | 04.11.2010            | середня | позапартійна                       | ТОВ " Земля і Воля ", комірник                            |
| 8                            | Панченко Микола Миколайович  | 04.11.2010            | вища    | позапартійний                      | Кобижчанське лісництва, майстер                           |
| 9                            | Панченко Максим Миколайович  | 04.11.2010            | вища    | позапартійний                      | Кобижчанське лісництва, майстер                           |
| 12                           | Моруга Олексій Олексійович   | 04.11.2010            | середня | позапартійний                      | УКРЗАЛІЗНИЦЯ, м. Київ, охороник                           |
| 14                           | Циба Валентина Миколаївна    | 04.11.2010            | вища    | позапартійна                       | Браницька сільська рада, секретар                         |
| 16                           | Панченко Світлана Миколаївна | 04.11.2010            | вища    | позапартійна                       | Браницька загальноосвітня школа І-ІІІ ст., директор школи |
| Соціалістична партія України |                              |                       |         |                                    |                                                           |
| 2                            | Тиртова Ольга Іванівна       | 04.11.2010            | вища    | член Соціалістичної партії України | Браницька загальноосвітня школа І-ІІІ ст., вчитель        |
| 4                            | Дідик Ніна Михайлівна        | 04.11.2010            | середня | член Соціалістичної партії України | приватний підприємець Домарацький, продавець              |
| 13                           | Кириченко Ганна Григорівна   | 04.11.2010            | середня | член Соціалістичної партії України | міська лікарня, м. Київ, молодша медсестра                |
| Самовисування                |                              |                       |         |                                    |                                                           |
| 5                            | Овдій Валентин Миколайович   | 04.11.2010            | вища    | член Соціалістичної партії України | ТОВ " Земля і Воля ", агроном                             |
| 7                            | Гребеножко Микола Іванович   | 04.11.2010            | середня | позапартійний                      | пенсіонер                                                 |
| 11                           | Степаниденко Алла Миколаївна | 04.11.2010            | вища    | член Соціалістичної партії України | Браницька сільська рада, землевпорядник                   |